# Paratsepinita-Ba
La paratsepinita-Ba és un mineral de la classe dels silicats, que pertany al grup de la paratsepinita. Va ser anomenada segons la nomenclatura recomanada per als minerals del grup de la labuntsovita. El prefix para (del grec, per a gairebé) s'utilitza per a espècies amb una cel·la unitat doble; tsepinita és el nom arrel de la sèrie, i el sufix "Ba-" és per al bari dominant.

## Característiques
La paratsepinita-Ba és un silicat de fórmula química Ba₄(Ti,Nb)₈(Si₄O₁₂)₄(OH,O)₈·8H₂O. Va ser aprovada com a espècie vàlida per l'Associació Mineralògica Internacional l'any 2002, i la primera publicació data del 2003. La seva duresa a l'escala de Mohs és 5.
Segons la classificació de Nickel-Strunz, pertany a «09.CE - Ciclosilicats amb enllaços senzills de 4 [Si₄O₁₂]8- (vierer-Einfachringe), sense anions complexos aïllats» juntament amb els següents minerals: papagoïta, verplanckita, baotita, nagashimalita, taramel·lita, titantaramel·lita, barioortojoaquinita, byelorussita-(Ce), joaquinita-(Ce), ortojoaquinita-(Ce), estronciojoaquinita, estroncioortojoaquinita, ortojoaquinita-(La), labuntsovita-Mn, nenadkevichita, lemmleinita-K, korobitsynita, kuzmenkoïta-Mn, vuoriyarvita-K, tsepinita-Na, karupmøllerita-Ca, labuntsovita-Mg, labuntsovita-Fe, lemmleinita-Ba, gjerdingenita-Fe, neskevaaraïta-Fe, tsepinita-K, tsepinita-Ca, alsakharovita-Zn, gjerdingenita-Mn, lepkhenelmita-Zn, tsepinita-Sr, paratsepinita-Na, paralabuntsovita-Mg, gjerdingenita-Ca, gjerdingenita-Na, gutkovaïta-Mn, kuzmenkoïta-Zn, organovaïta-Mn, organovaïta-Zn, parakuzmenkoïta-Fe, burovaïta-Ca, komarovita i natrokomarovita.

## Formació i jaciments
Va ser descoberta al mont Lepkhe-Nel'm, situat al districte de Lovozero (óblast de Múrmansk, Rússia). També ha estat descrita en un altre indret del proper massís de Khibini, el mont Eveslogtxorr. Aquests dos indrets són els únics de tot el planeta on ha estat descrita aquesta espècie mineral.